# FK Czerkasy-2
FK Czerkasy-2 (ukr. Футбольний клуб «Черкаси-2», Futbolnyj Kłub "Czerkasy-2") – ukraiński klub piłkarski z siedzibą w Czerkasach. Jest drugim zespołem klubu Dnipro Czerkasy.

## Historia
Chronologia nazw:
- 2000—2001: FK Czerkasy-2 (ukr. ФК «Черкаси-2»)

Jako druga drużyna klubu FK Czerkasy w sezonie 2000/01 zgłosiła się do rozgrywek w Drugiej Lihi. Zajęła przedostatnie, 14. miejsce i tak jak pierwsza drużyna spadła do Drugiej Lihi, a klub został pozbawiony statusu profesjonalnego.

## Sukcesy
- 14. miejsce w Drugiej Lidze:

2001
- 1/16 finału Pucharu Ukrainy:

2001

## Inne
- Dnipro Czerkasy